# Persona (film 1966)
(La dottoressa a Elisabeth)
Persona è un film del 1966 scritto e diretto da Ingmar Bergman.
Si tratta dell'opera stilisticamente più sperimentale del regista svedese, nella quale l'assoluta essenzialità espressiva, resa dall'abituale, straordinario bianco e nero di Sven Nykvist e dall'uso programmatico del primo piano, è arricchita da sequenze surreali, a rappresentare l'inconscio, e da immagini metacinematografiche (la pellicola che brucia e si accartoccia su sé stessa).

## Trama
L'attrice Elisabeth Vogler, durante la rappresentazione teatrale dell'Elettra, si blocca improvvisamente, presa da un inspiegabile desiderio di ridere. In seguito si chiude in un assoluto mutismo. Ricoverata in un ospedale psichiatrico, viene riconosciuta sana nel fisico e nella mente: non soffre di afasia, ma ha scelto coscientemente di non parlare più.
Per farla uscire da questa condizione autoimposta la dottoressa le affianca un'infermiera personale, la giovane e inesperta Alma, e le propone di trascorrere un periodo di riposo e recupero nella sua casa in riva al mare. Lì, nel completo isolamento, matura uno strano rapporto esclusivo tra le due donne: mentre Elisabeth continua a mantenere il silenzio Alma si apre completamente a lei, che vede come una perfetta interlocutrice e con la quale tende sempre più a identificarsi, sopraffatta dalla forza interiore che traspare dalla decisione estrema di rinunciare alla parola.
Quei lunghi, intimi racconti di vita privata, che comprendono la confessione di un'esperienza sessuale di gruppo, invece di riscuotere la paziente dalla sua apatia, finiscono per creare una sorta di confusione e sovrapposizione di identità fra le due (anche Elisabeth nasconde un pesante segreto, quello di una maternità indesiderata, forse fra le cause del suo attuale stato). Quando però Alma scopre che Elisabeth ha rivelato in una lettera tutto ciò che le ha raccontato la loro relazione affettiva si spezza; la aggredisce, poi se ne pente, quindi ritrova un sufficiente controllo per tornare nel proprio ruolo professionale. Le due donne abbandonano separatamente la casa al mare e ritornano in città.

## Analisi
Sin dalla sua uscita il film fu recepito come altamente sperimentale nelle tecniche cinematografiche che Bergman utilizzò per trasmettere il senso di incomunicabilità tipico della sua poetica.
A questo proposito si è espresso il critico cinematografico Tullio Kezich, sottolineando che "Persona è svolto come un teorema scientifico che a un certo punto si trasforma nell'operazione senza anestesia svolta in pubblico da un grande chirurgo".
Effettivamente è riscontrabile nell'analisi della cinematografia di Bergman quanto Persona rappresenti un'altra nuova soluzione al problema della rappresentazione dei drammi interiori umani e sociali, nel caso specifico una soluzione asettica, fredda, talvolta allucinata e comunque inedita all'interno del panorama artistico del cineasta svedese.
Sempre secondo Kezich, Bergman riduce all'osso le scenografie e gli artifici per indirizzare lo spettatore verso i personaggi, come "un diabolico dominatore". Proprio in questo aspetto trova adempimento l'intenzione sperimentalistica della pellicola, oscillando tra la nevrosi attiva e passiva dell'afasia e le soluzioni registiche brutalmente subliminali.
L'opera di Bergman fu recensita anche da Alberto Moravia, che ne esaltò la profondità interpretativa su vari livelli individuando quattro chiavi di lettura: quella psicologico-realistica riguarda la storia di un amore omosessuale non corrisposto tra una personalità debole (che ama) e una personalità forte (che non ama); il piano ideologico-simbolico, ideato secondo un'ottica specificatamente moraviana, si presta alla rappresentazione di una civiltà occidentale alienata che, a seconda dell'individuo preso in considerazione, recita una parte insensata oppure tace; nella chiave di lettura filosofica Moravia si ispira a Søren Kierkegaard per quanto riguarda il discorso sul senso di colpa, sull'angoscia e sulla disperazione; infine, da un punto di vista sociologico, Bergman, regista di estrazione borghese, analizza impietosamente le conseguenze delle caste e delle classi sociali, senza peraltro ricercarne le cause.
Moravia non mancò comunque di criticare il film per alcuni aspetti. Secondo lo scrittore romano l'accentuata freddezza documentaristica del film deriva dal fatto che tutte le chiavi di lettura coesistano tra loro in maniera chiara e distinta: in tal modo la poesia dai molteplici risvolti che Bergman cerca di trasmettere perde di istintività e ambiguità per divenire pura applicazione di maniera. Proprio da questa osservazione nasce la sua idea che il film dia i suoi maggiori risultati nelle rare sequenze non parlate, nelle quali Bergman sembra restituire un significato misterioso e profondo al dramma interiore dei personaggi.

## Titolo
Il titolo deriva dalla locuzione latina Dramatis persona, il termine per definire la maschera indossata dall'attore (e quindi il personaggio) nel teatro latino. Si tratta di un chiaro riferimento alla professione della protagonista del film. Dunque la parola indicava la funzione principale della maschera nel teatro, e cioè quella di amplificare il suono della voce degli attori, così da farla arrivare al pubblico. Tradotto nel cinema bergmaniano il concetto significherebbe un'amplificazione del conflitto interiore di Elizabeth e Alma, tanto da esternarlo, nella pellicola, con il gioco di luci e ombre, con la mimica facciale di Liv Ulmann e Bibi Andersson.

## Censura
La versione cinematografica distribuita all'epoca in Italia è stata in parte censurata: nella sequenza iniziale, costituita da un frenetico montaggio di immagini, è stata oscurata quella di un pene eretto; la confessione di Alma riguardo a un rapporto sessuale in compagnia di un'amica e di due ragazzi, in spiaggia, era di gran lunga più esplicita di quanto non risulti dal doppiaggio italiano (che si spinge solo fino ad "abbracci animaleschi").

## Riconoscimenti
- 1967 - National Board of Review
  - Incluso nella lista dei migliori film stranieri
- 1967 - Guldbagge
  - Miglior film
  - Miglior attrice a Bibi Andersson